# 西方寺 (羽島市)
西方寺（さいほうじ）は岐阜県羽島市足近町直道（あじかちょうすぐみち）にある真宗大谷派の寺院。山号は寺田山で院号は渋谷院。羽島市最古の寺院。

## 沿革
伝承によれば飛鳥時代、推古天皇20年（612年）に、聖徳太子がかつて善光寺の如来像が安置されたことがあるこの地に伽藍を整備したのが始まりとされる。創建当初は「太子寺」と称する法相宗の寺院であった。
弘仁8年（817年）には天台宗に改宗し、斉衡3年（856年）には当時美濃守であった藤原直道の法名にちなみ名称を西方寺に改めた。また、寺のある村の名前を「善光寺村」から「直道村」に改めた。
治承5年（1181年）の治承・寿永の乱における墨俣川の戦いにおいて墨俣川の西側にあったため源氏の本陣が置かれたが、源氏が敗れたため兵火に焼かれた。
貞永元年（1232年）には山号を「寺田山」と定めた。
嘉禎元年（1235年）に親鸞が逗留し、渋谷金王丸の三男で当時の住職であった祐俊が真宗大谷派に改宗した。
戦国時代の石山合戦で本願寺に加勢したため、織田信長の家臣であった加賀井重望に堂宇を焼かれた。その際に本尊の阿弥陀如来を槍で突いたところ、血がほとばしったと言われている。

## 文化財
寺宝には岐阜県指定重要文化財に指定されている本尊の阿弥陀如来、絹本著色聖徳太子像や絹本著色羅漢像のほか、徳川将軍家よりの拝領品や書状などがある。